# Iglesia de San Miguel (Segovia)
La iglesia de San Miguel, formalmente Real Iglesia de San Miguel, es un templo parroquial católico situado en el centro de la ciudad española de Segovia.

## Historia

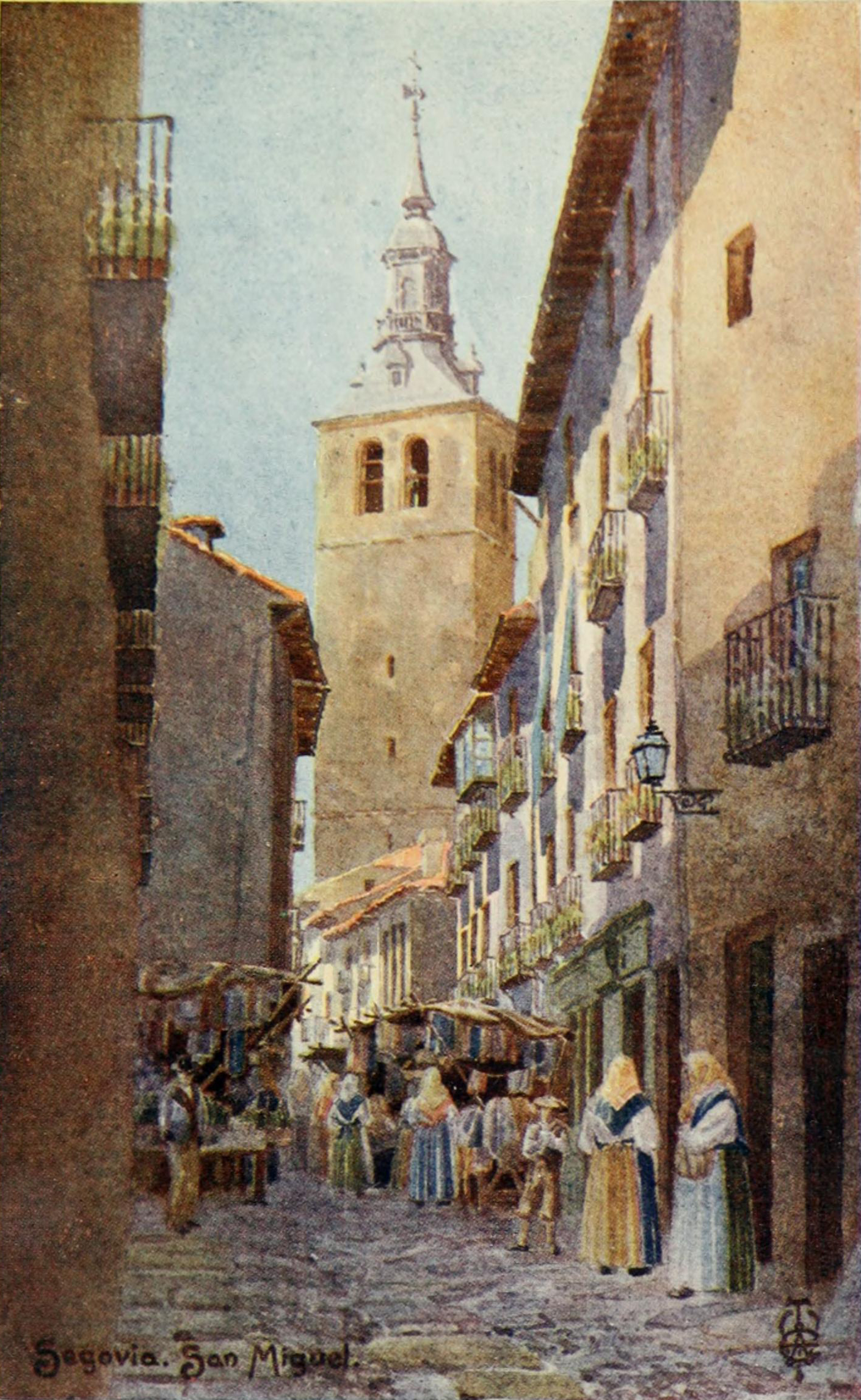
Vista de la iglesia en una ilustración publicada en 1906

Existió desde los tiempos de la repoblación una primitiva iglesia románica de San Miguel en el espacio de la actual Plaza Mayor. Junto a este templo fue proclamada reina de Castilla Isabel la Católica el 13 de diciembre de 1474. Dicha iglesia fue demolida en 1532 para ampliar la plaza y se inició la construcción de la iglesia actual en las inmediaciones de la Plaza Mayor, en la actual calle de la Infanta Isabel.
La iglesia albergaba en el pasado una de las varias librerías públicas existentes en Segovia para consulta de los vecinos.
El templo está declarado Bien de Interés Cultural con la categoría de Monumento desde 2023.
En 2024, con motivo del 550 aniversario de la proclamación de la reina Isabel, el rey Felipe VI le concedió el título de «real».

## Descripción
Se trata de una iglesia realizada en piedra con una gran nave gótica de considerable altura, amplio crucero y capillas a los lados. La fachada se yergue sobre un atrio, con una elevada torre y la portada románica que se trasladó desde la iglesia primigenia. Presiden la entrada de la iglesia un conjunto de tres relieves incrustados en el muro meridional en los que aparecen San Miguel, San Pedro y San Pablo.
El monumento funerario destaca por su decoración a detalle de figuras blancas sobre un fondo negro.
En su interior destaca el retablo mayor, finalizado en 1572 y obra del escultor José Ferreras con pinturas de Pedro de Prádena; la capilla del Cristo de la Sangre (que a su vez contiene la Capilla de Nuestra Señora de la Paz, en la que se encontraba el "Tríptico del Descendimiento" salido de la mano de Ambrosius Benson, albergado hoy en día en la catedral de Segovia); y la Capilla de los Laguna, que hace las funciones de capilla bautismal, y en la que está enterrado el célebre médico y naturalista segoviano Andrés Laguna.